# گلوریتا (نیومکزیکو)
گلوریتا (به انگلیسی: Glorieta) یک منطقهٔ مسکونی در ایالات متحده آمریکا است که در شهرستان سنتافه، نیومکزیکو قرار دارد. گلوریتا ۴۳۰ نفر جمعیت دارد و ۲٬۲۶۵ متر بالاتر از سطح دریا واقع شده است.